# Hàng Mã (phường)
Hàng Mã là một phường thuộc quận Hoàn Kiếm, thành phố Hà Nội, Việt Nam.
Phường Hàng Mã có diện tích 0,17 km², dân số năm 2021 là 6.894 người, mật độ dân số đạt 40.552 người/km².